# Los canarios (serie de televisión)
Los Canarios es una telenovela colombiana producida por Caracol Televisión en 2011. Esta protagonizada por César Mora, Alina Lozano, Luis Eduardo Arango, María Cecilia Sánchez, Andrés Aramburo Boek, Juan Sebastián Caicedo,  John Alex Toro y Nataly Umaña.

## Sinopsis
“Q.A.P. con Los Canarios”. Con esta frase y una bendición comienza la jornada de los protagonistas de la serie: cinco profesionales del volante que a diario salen a las calles a ganarse la vida enfrentándose a las inclemencias del tráfico, sorteando el humor de los pasajeros y siempre a la expectativa de qué va a pasar. Porque en este oficio el azar y lo inesperado son una constante, y cada carrera puede significar el comienzo de una aventura. 
Ana, Flor, Rocky, Luis y Manuel son guerreros de la calle. Están siempre expuestos, viven a merced de esos acompañantes desconocidos y transitorios que son los pasajeros, y en esa medida no es extraño que historias y conflictos ajenos los embarquen en peripecias propias. Son trabajadores en movimiento y en permanente contacto con el mundo, incautos que sin buscarlo se involucran en eventos que de sopetón los convierten a veces en héroes, a veces en víctimas, pero siempre en protagonistas de acontecimientos tan insospechados como reales y cercanos.
El asiento trasero de cada taxi es un escenario. Por ahí desfilará todo tipo de personajes y se abrirá el telón para asistir a infinidad de historias –delictivas, pasionales, dramáticas, de suspenso, etc.-, todas con un desarrollo y una resolución llevados a la comedia.

## Personajes

### Principales
| Personajes                                                  | Sinopsis de personajes |
| ----------------------------------------------------------- | --- |
| Ana Díaz Granados / de Cuellar (Alina Lozano)               | Tiene 30 años, le gusta ser taxista pero no se conforma con lo que gana en ese oficio. Por eso siempre está buscando alternativas para hacer billete. Ana es ambiciosa y rebuscadora. Su lema es producir a cada momento y tiene tan buena carreta para hacerlo que, más que taxista, parece una vendedora sobre cuatro ruedas. - Ana tiene su taxi convertido en una vitrina ambulante donde carga desde muestras de vitaminas que le llegan de Estados Unidos, hasta lociones y dulces, todo para ofrecerles a los pasajeros, que para ella son clientes potenciales. En la central les fía a sus compañeros, todos le deben plata pero ella nunca los acosa para que le paguen, les vende barato y hasta les regala, porque también es generosa y dadivosa con aquellos que le inspiran cariño. - Ana es la hermana menor de Helena, la difunta madre de Flor. Apenas le lleva 4 años a su sobrina, pero tía es tía y lo normal es que se sienta responsable y viva pendiente de ella. Aunque su verdadera adoración es Laurita, la hija de Flor, a la que siempre quiere malcriar y regalarle juguetes. - Anita, como le dicen los otros taxistas, es bastante aficionada a meterse en los asuntos de los demás. Le gusta enterarse, participar y comentar de la vida de todos, pero esconde su condición de chismosa diciendo que lo suyo es preocuparse por los problemas de sus allegados. Casada con Don Evaristo. |
| Miguel Evaristo Cuéllar Gacharna (César Mora)               | Es el fundador-dueño-gerente de "Los Canarios", una exitosa central de taxis que hoy cuenta con 200 móviles, y que sigue creciendo gracias a la malicia indígena de Evaristo que, dicho sea de paso, no tiene ningún título universitario, es malhablado y maleducado, pero tiene una gran habilidad para los negocios. Y para conseguir plata le ha servido mucho su condición de explotador, negrero y codicioso de origen de Boyacense. - Al manda más de "Los Canarios" lo único que lo inspira es el billete. Bajo ninguna circunstancia les rebaja a sus taxistas los 80 mil pesos de cada turno y por eso tiene bien ganado el apodo de “Avaristo”. Es desconfiado al extremo, trata mal a los taxistas (menos a Ana, porque le lleva ganas), y como también es paranoico, siempre está a la defensiva y convencido de que sus empleados andan fraguando planes en su contra y sindicalizándose. - Evaristo es viudo y envió a Diego, su único hijo, a estudiar a Londres. Pero más que verlo convertido en su sucesor en "Los canarios" –porque el viejo está lejos de pensar en retirarse- quiere prepararlo para que un día sea ministro de transporte.Casado con Ana. |
| Manuel Hérnandez (Luis Eduardo Arango)                      | La palabra que mejor lo define es despistado. A sus 50 años, se eleva y se pierde con facilidad en las conversaciones, confunde las cosas y constantemente está olvidando fechas, citas y compromisos. - Manuel es abogado, trabajó en el sector oficial de donde hace diez años lo echaron por ineficiente y falto de concentración, pero él nunca cuenta esa versión. Desde entonces se desempeña como taxista, y todavía le cuesta moverse por ciertos sectores de la ciudad y dar con algunas direcciones. Pero el despiste no le impide ser también un hombre autosuficiente y responsable, que vive con lo que gana y se las ingenia para que a su familia no le falte nada. - Por su condición de profesional, en la central de taxis es dado a creerse el que más sabe. Y cuando no le hacen caso protesta y acusa al resto de compañeros de aliarse en contra suya. De ahí que sea normal que en su casa lo escuchen renegar de los otros taxistas, menos de Rodrigo, con quien tiene una buena relación. |
| Flor Valencia / de Cuéllar (María Cecilia Sánchez)          | Tiene 26 años y su mayor defecto suena a contrasentido: es demasiado correcta. Para Flor hay una sola manera de hacer las cosas: apegándose de manera obsesiva a la ética y exagerando los preceptos de moral y legalidad. Así piensa y así se comporta en la casa, en la central y en el taxi que maneja desde hace 4 años por recomendación de su tía Ana. - Flor puede ufanarse de transitar siempre por el camino correcto, pero eso también la hace egocéntrica y la lleva a sentirse dueña de la verdad. Ahí nacen algunos roces con sus compañeros de trabajo que le reprochan cierta tendencia a creerse mamá y a ser mandona y cantaletosa. - Quienes la conocen mejor también la ven como alguien sensible, que no tiene problemas en dar y recibir afecto, porque en el fondo Flor es romántica y enamoradiza, mira el amor con idealismo, sueña con un hombre afectuoso que no tiene que ser el príncipe de los cuentos, pero que venga a llenarle el tiempo y el corazón, ofreciéndole un amor puro y limpio. - Ese hombre, quienquiera que sea, deberá aceptarla como es y no pretender imponerle nada, porque si se trata de reglas ella está acostumbrada a imponerlas, no a obedecerlas. Y ese candidato que aún no aparece, tendrá también que querer a don Virgilio y a Laurita, que son el círculo familiar de Flor. Novia de Diego - Al avanzar la serie se podrá notar que Flor y Diego avanzan en su relación, aunque muchos se entromentan como lo es Rocky que vive enamorado de ella, pero Valencia solo tiene ojos para su amado Diego                                                         |
| Diego Cuéllar (Andrés Aramburo Boek)                        | Tiene 26 años y es tan diferente a Evaristo, que cuesta creer que sean familia. Y es que Diego es todo lo que su papá no puede ser: educado, tolerante, justo, considerado con los demás, claro y contundente a la hora de expresar sus argumentos, y hasta buen mozo. - Acaba de llegar de Londres luego de estudiar Gerencia y Administración en Transporte Público, y su idea es pasar tres meses en Colombia, para luego regresar a Inglaterra a hacer otra especialización. Mientras pasa ese tiempo, Diego llega a "Los Canarios" a colaborar en lo que pueda. - Y para seguir con las diferencias, mientras el viejo inspira rabia y fastidio entre sus empleados, el hijo merece el respeto y la admiración de todos. Sobre todo de Flor que lo considera el príncipe azul con el que sueñan todas las mujeres, y de la QTH, que lo ve como el escalón perfecto para escalar socialmente y conseguir dinero.Novio de Flor. - Vive por Flor y de hecho es la única razón que tiene para quedarse en Colombia, aunque por culpa de él pase por las buenas las malas y las peores |
| Gabriela Ponce Santana / de Monsalve. la QTH (Nataly Umaña) | La QTH tiene 26 años y desde hace un año su voz sugestiva y su tono sensual se han convertido en un símbolo de "Los canarios". Ella es la radio-operadora de la Central de taxis, es sexy, hermosa, alegre y provocadora. - En "Los canarios" son muchos los que le arrastran el ala, pero la QTH no le para bolas a nadie. Ella, que también es ambiciosa y arribista. Enamorada de Luis y Diego. |
| Luis Monsalve (John Alex Toro)                              | Con 20 años es el más joven dentro de este grupo de taxistas, que ya lo tiene identificado como el sobachaqueta. Luis es el trabajador conveniente que constantemente trata de ganarse al jefe a como dé lugar. En teoría trabaja como taxista pero en la práctica es la paloma mensajera y el perro faldero de don Evaristo. - Valga decir que de toda frase, murmullo, balbuceo, chisme o proyecto entre los taxistas, don Evaristo se entera gracias a la diligencia del sapo de Luis. - Luis es inofensivo pero no confiable, porque a la hora de tomar decisiones se arrima al árbol que le ofrezca mejor sombra y por eso puede ser aliado de los buenos o de los malos. Pero sus colegas lo tienen perfectamente identificado, saben exactamente qué esperar de él, y podría decirse que lo entienden, lo toleran y hasta lo quieren. - Luis tiene como ley de vida proteger su trabajo, pues proviene de una familia campesina que sigue viviendo en el sector rural de algún municipio apartado, y que lo tienen a él como esperanza para salir de la pobreza. - Luis se equivoca al creer que va a salir adelante con la ayuda de don Evaristo, pero en el fondo es un hombre valiente que decidió ser taxista sin importar su corta edad y la poca experiencia que tiene. - Gabriela (la QTH) es el sueño adorado de Luis, que en ninguna otra mujer encuentra la elegancia, belleza, inteligencia y sensualidad que exhibe la radio-operadora de Los canarios. Su mayor anhelo es conquistarla pero no se da cuenta de que esta mujer, escasamente le bota carreras por el radio-teléfono.Enamorado de la QTH |
| Rodrigo Vidal "Rocky" (Juan Sebastián Caicedo)              | Más conocido como “Rocky”. A sus 35 años se manda una contextura atlética y una pinta que, desprevenida e involuntariamente, lo convierten en objeto de deseo de algunas mujeres que lo conocen y de muchas que abordan su taxi. Pero este seductor natural jamás hace uso de sus atributos físicos porque por encima de todo es un hombre inseguro de sí mismo y tremendamente mojigato. - Tan inseguro que aunque lleva varios años enamorado de Flor, una colega, todavía no se atreve a decirle nada. Otro de los rasgos característicos de “Rocky”: su afán exagerado por colaborarle a todo el mundo, aún en circunstancias en que esa colaboración no es necesaria. - De manera jocosa los compañeros taxistas comentan que es increíble que 'Rocky', el más fortachón de todos, sea también el más cobarde en su oficio de taxista. Tanto que le da terror salir a trabajar de noche, y es el único de todos ellos que instaló en el taxi un grueso vidrio de seguridad para que lo mantenga a salvo de cualquier pasajero con malas intenciones. Enamorado de Flor |

## Premios TvyNovelas
| Año                     | Categoría                             | Nominado                                                | Resultado |
| ----------------------- | ------------------------------------- | ------------------------------------------------------- | --------- |
| 22.º Premios TVyNovelas | Mejor actor protagónico de telenovela | Andrés Aramburo Boek                                    | Nominado  |
| 22.º Premios TVyNovelas | Mejor actor protagónico de telenovela | Luis Eduardo Arango                                     | Nominado  |
| 22.º Premios TVyNovelas | Mejor libretista                      | Cesar Augusto Betancur, Héctor Rodríguez y Johnny Ortiz | Nominados |

## Versiones
- Televisa hizo una nueva versión, de la mano del productor Emilio Larrosa, que llevó el título Libre para amarte protagonizada Gabriel Soto y Gloria Trevi; con la participación antagónica de Eduardo Santamarina y Luz Elena González y el lanzamiento de Lenny de la Rosa.